# Josip Kaplan
Josip Kaplan (Krško, 23. listopada 1910. – Lovran, 25. ožujka 1996.) bio je hrvatski skladatelj, zborovođa i glazbeni pedagog.

## Životopis
Studirao je fagot na Muzičkoj akademiji u Zagrebu. Diplomirao kompoziciju na Akademiji za glasbo u Ljubljani (u klasi prof. Blaža Arniča). Djelovao je kao zborovođa u Krškom, Jajcu, Banjoj Luci, Novoj Gradiški. U svim je mjestima, izuzevši Krško, bio i profesor glazbe u srednjim školama. Od 1949. djelovao je u Puli kao predavač na Učiteljskoj školi, Muzičkoj školi Ivana Matetića Ronjgova te kao zborovođa (Matko Brajša Rašan iz Pule, Bratstvo-Jedinstvo iz Vodnjana). U Rijeci je od 1959. bio profesor Učiteljske škole, Pedagoške gimnazije te Muzičke škole Ivana Matetića Ronjgova Rijeka. Predavao je i na riječkoj Pedagoškoj akademiji te područnom odjelu Muzičke akademije Zagreb. Također, bio je zborovođa društva Jedinstvo.
U svojim djelima, često inspiriranim narodnim napjevima ili dječjim svijetom, on je eklektik - postromantičar, dosljedan u melodijskom oblikovanju glazbenog tkiva.
Kaplanov skladateljski opus bogat je i raznolik. Vokalno stvaralaštvo obuhvaća brojne zborove, a capella i uz pratnju, zatim solo popijevke (Galiotova pesan, Lan, Mjesečina), pjesme za glas uz tamburaški ili komorni orkestar. Instrumentalni opus sadrži orkestralna djela (za gudački kvartet, puhački kvintet, razna dua, trija), solističke instrumentalne skladbe (za klavir, harmoniku, gitaru).
Kaplan je i autor brojnih radova za djecu (ciklusi dječjih pjesama), a i svoja glazbeno-scenska djela posvetio je djeci (igrokazi Pepeljuga, Labudovo pero, opera Gljivarska zemlja). Najranije nagrade Kaplan je osvojio mješovitim zborovima Bosanska rapsodija, Na Kordunu, Posijmo sjeme, dječjim zborom Žuna. Njegovi su zborovi osvajali nagrade 'Ivan Matetić Ronjgov' (Diptih s kamika, Znan te Istrijo, Mat naša, Prolići), nagrade 'Naš kanat je lip' u Poreču (Brazda, Naš kanat je lip).
Radovi su mu nagrađivani i na Festivalu klapa u Omišu (Druga nagrada stručnog žirija 14. festivala), Festivalu tamburaške glazbe u Osijeku (Srebrna plaketa 'Tambura Paje Kolarića'), u Varaždinu (za kantatu posvećenu 800. godišnjici grada), Susretu harmonikaških orkestara i solista u Puli (Sonatina za harmoniku). Iz instrumentalnog opusa spomenimo i  Divertimento za komorni orkestar, 3 gudačka kvarteta (2. Istarske impresije), Serenadu za puhački kvintet, Minijature za pet violončela, Tri istarska plesa za violinu i klavir, Humoreska za violončelo i klavir, Četiri istarska plesa za puhački kvartet, skladbe za klavir (Dječji prizori, Istarski kvadri, Matić-poljana). Dionice solističkih glazbala u svojim koncertima Kaplan je namijenio klaviru, violini, violončelu, flauti i oboi.
Iako Josip Kaplan nije skladao isključivo na osnovi narodnoga glazbenog izričaja, u cjelokupnom opusu inspiriranost tradicijskom, posebice istarsko-primorskom glazbom, ima istaknuto mjesto.

## Značajnija djela
- Orkestralna:
  - Rondo za gudački orkestar;
  - Koncert za violinu i orkestar;
- Dramska: 
  - dječja opera Guliverska zemlja;
- Komorna: 
  - I gudački kvartet;
  - II gudački kvartet - Istarske impresije;
  - Serenada za duhački kvintet;
  - Trio za flautu, violinu i violončelo;
  - Miniatura za 5 vilončela;
  - Pjesma i ples za 4 violončela;
- Vokalna: 
  - solo pjesme (Galiotova pesan, Lan, Mjesečina);
  - zborske kompozicije za različite vokalne sastave;
  - obrade narodnih napjeva.

## Poveznice
- Hrvatski skladatelji klasične i folklorne glazbe

## Vanjske poveznice
- Hrvatsko društvo skladatelja: Kaplan, Josip
- HDS ZAMP: Josip Kaplan (popis djela)